# Phyllonastes heyeri
Phyllonastes heyeri là một loài ếch thuộc họ Leptodactylidae.
Loài này có ở Ecuador và Peru.
Môi trường sống tự nhiên của chúng là vùng núi ẩm nhiệt đới hoặc cận nhiệt đới, vùng đồng cỏ, vườn nông thôn, và rừng trước đây suy thoái nghiêm trọng.
Chúng hiện đang bị đe dọa vì mất môi trường sống.